# کنوانسیون ملل متحد درباره حقوق دریاها
کنوانسیون ملل متحد درباره حقوق دریاها (به انگلیسی: United Nations Convention on the Law of the Sea) یک معاهده بین‌المللی است که در ۱۰ دسامبر ۱۹۸۲ در سومین کنفرانس سازمان ملل متحد درباره حقوق دریاها در شهر مونتگوبی کشور جامائیکا به امضا رسید. این قرارداد بین‌المللی منبع اصلی حقوق دریاها است و به «قانون اساسی دریاها» معروف است و قواعد آن به‌طور گسترده‌ای حقوق بین‌الملل عرفی درباره حقوق دریاها را بیان می‌کنند.
این معاهده یک‌سال پس از پیوستن گویان به این کنوانسیون به عنوان شصتمین کشور در ۱۶ نوامبر ۱۹۹۴ لازم‌الاجرا شد. در حال حاضر (سپتامبر ۲۰۱۶) ۱۶۸ کشور از جمله تمام اعضای شورای اروپا به آن پیوسته‌اند.

## تاریخچه
این کنوانسیون محصول ۹ سال مذاکره توان‌فرسای کشورهای عضو سازمان ملل متحد از ۱۹۷۳ تا ۱۹۸۲ بود و جایگزین چهار کنوانسیون سال ۱۹۵۸ ژنو شد که حدود سه‌چهارم کشورهای جهان به عضویت آن درنیامده بودند. این کنوانسیون‌ها به ویژه از آن رو ناکافی قلمداد می‌شدند که با پیشرفت فناوری امکان بهره‌برداری از فلات‌قاره و بستر اقیانوس فراهم شده بود.

## مقررات

رنگ سبز: کشورهای عضو، رنگ آبی: کشورهای اتحادیه اروپا (همگی عضو پیمان هستند)، رنگ زرد: کشورهایی که کنوانسیون را امضا کرده ولی آنرا در کشور خود تصویب نکرده‌اند، رنگ قرمز: کشورهای غیر عضو

این کنوانسیون مناطقی همچون آب‌های سرزمینی (۱۲ مایل دریایی یا ۲۲ کیلومتر از ساحل)، منطقه مجاور دریای سرزمینی (۱۲ مایل دریایی یا ۲۲ کیلومتر بعد از آب‌های سرزمینی)، منطقه انحصاری اقتصادی (۲۰۰ مایل دریایی یا ۳۶۰ کیلومتر از ساحل) و فلات قاره را تعریف کرده و مقررات حاکم بر آن از جمله حقوق و تکالیف دولت‌ها در آن‌ها را بیان می‌کند. تعریف تنگه‌های بین‌المللی و صلاحیت دولت‌های ساحلی در تنگه‌های بین‌المللی و به رسمیت شناختن اصل آزادی دریاها از دیگر مقررات این کنوانسیون است.
برخی مقررات این کنوانسیون صرفاً بیان مجدد مواد کنوانسیون‌های ژنو هستند و در واقع قواعد تثبیت شده حقوق بین‌الملل عرفی را به تصویر می‌کشند. برخی دیگر به ویژه مواد مربوط به منطقه انحصاری اقتصادی بازتاب رویه دولت‌هاست که قبل از تکمیل کنوانسیون به حقوق بین‌الملل عرفی تبدیل شده بود و برخی دیگر عدول از حقوق تثبیت شده گذشته کشورهاست که حاکی از روند رو به پیشرفت حقوق بین‌الملل است.

## موقعیت ایران
دولت ایران این کنوانسیون را امضا کرده ولی هنوز به تصویب نهایی نرسانده‌است، اما بر اساس حقوق معاهدات، ملزم به رعایت مفاد آن تا زمانی است که امضای خود را پس بگیرد. ایران در زمان امضای این کنوانسیون اعلام کرده‌است که حق «عبور ترانزیتی» (کنوانسیون ۱۹۸۲ حقوق دریاها) از تنگه هرمز را فقط در مورد کشورهائی رعایت خواهد کرد که آن‌ها هم این سند را امضا کرده باشند. همچنین عنوان می‌کند که دربارهٔ کشورهایی که این سند را امضا نکرده باشند همان قاعده «عبور بی‌ضرر» (کنوانسیون ۱۹۵۸ ژنو) از تنگه‌ها حاکم است.

## دیدگاه حقوقی نسبت به تنگه هرمز

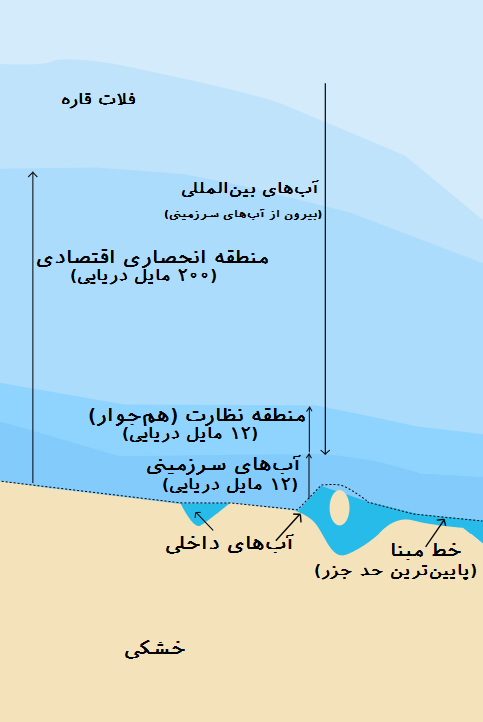
نقشه مناطق دریایی
از خط مبدأ به سمت ساحل: آب‌های داخلی
تا ۱۲ مایل دریایی دورتر از ساحل: آب‌های سرزمینی
۱۲ مایل دریایی دیگر پس از آن: منطقه همجوار
تا ۲۰۰ مایل دریایی دور از ساحل: منطقه انحصاری اقتصادی
فراتر از آب‌های سرزمینی: آب‌های آزاد

بر اساس مفهوم مخالف بند ج ماده ۳۵ این کنوانسیون، در شرایط صلح، نظام حاکم بر تمام تنگه‌های مورد استفاده کشتیرانی بین‌المللی مانند تنگه هرمز، عبور ترانزیتی است. رژیم حقوقی مربوط به عبور بی‌ضرر از تنگه‌های مورد استفاده کشتیرانی بین‌المللی مشابه رژیم حقوقی عبور بی‌ضرر از دریای سرزمینی نیست و دول همجوار تنگه‌های مورد استفاده کشتیرانی بین‌المللی حق ندارند که عبور دیگران را از آن به حال تعلیق درآورند.
در داخل تنگه هرمز سه قسمت ۱) آب‌های سرزمینی ایران (۱۲ مایل دریایی یا ۲۲ کیلومتر از ساحل ایران)، ۲) آب‌های سرزمینی عمان (۱۲ مایل دریایی یا ۲۲ کیلومتر از ساحل عمان) و ۳) آب‌های آزاد (۲ کیلومتر از میان آب‌های سرزمینی ایران و عمان) وجود دارد. دولت ایران نمی‌تواند برای بخش‌های دیگر تنگه هرمز هیچگونه اعمال کنترل، نظارت یا مسدود کردن، حتی بابت بهبود جریان عبور کشتی‌های دیگران تعیین کند. قابل توجه است که قسمت عمده طرح‌های تفکیک تردد کشتی‌ها در داخل تنگه هرمز در طرف عمانی تنگه هرمز قرار گرفته‌است.
در مورد عبور بی‌ضرر از تنگه‌های مورد استفاده کشتیرانی بین‌المللی، اختلافی در تفسیر حقوق دولت ساحلی و حقوق دولت‌های صاحب پرچم کشتی‌های عبوری تجاری یا نظامی وجود ندارد. بر این اساس دولت‌های ساحلی، صاحب منطقه خود در داخل تنگه هستند و می‌توانند در آنجا هرگونه بهره‌برداری انجام بدهند ولی حق تعلیق عبور دیگران و ایجاد مزاحمت برای اعمال حق عبور بی‌ضرر توسط آن‌ها را ندارند.